# Kupfergraben

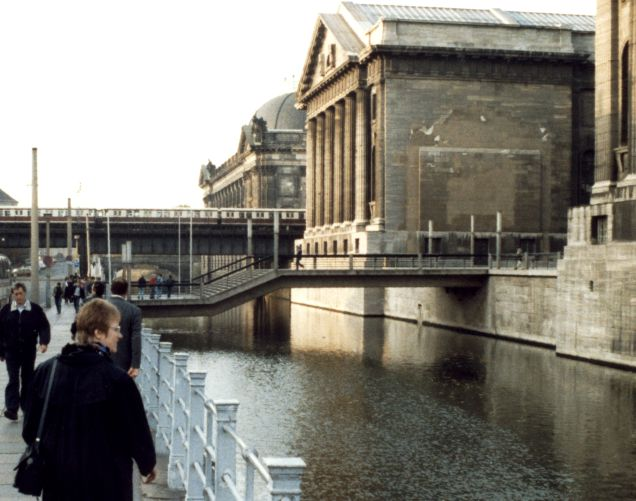
Kupfergraben vid Pergamonmuseet

Kupfergraben (Koppargraven) är den nedre och nordvästligaste delen av Spreekanal i centrala Berlin. Kupfergraben är 400 meter lång och går från Eiserne Brücke, längs gatan Am Kupfergraben och västra sidan av Museumsinsel, innan den mynnar ut i floden Spree. Bodemuseet och Pergamonmuseet har ingångar mot Kupfergraben.
Namnet antas komma av ett kopparverk som låg här från 1500-talet. Kopparverket lades ned 1885 då kanalen utvidgades till följd av Spreeregleringen.